# Cooximetría

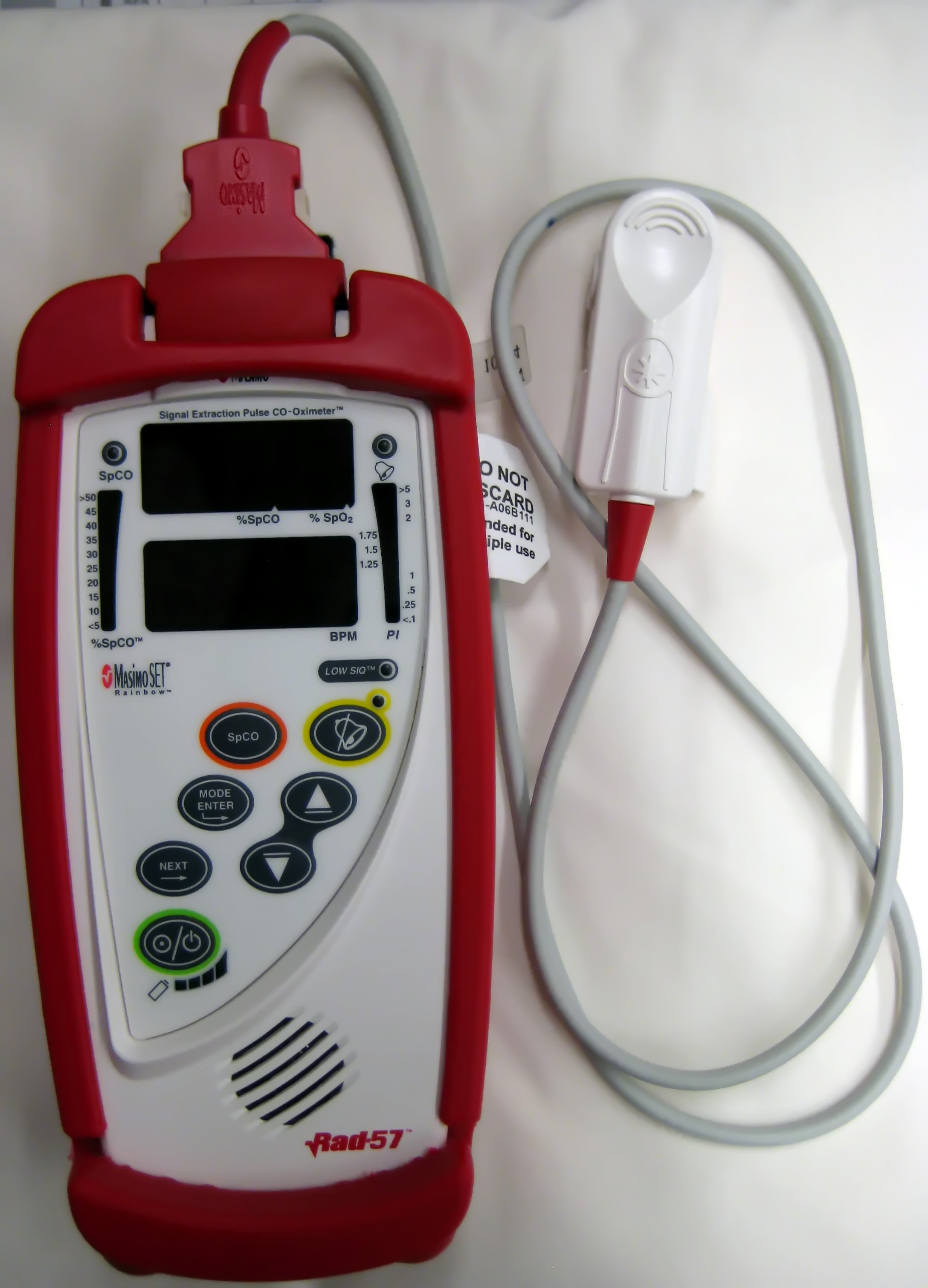
Cooxímetro.

La cooximetría es una técnica espectrofotométrica para detectar la pérdida en la capacidad de oxigenación de la hemoglobina que consiste en determinar el nivel de monóxido de carbono, o CO, en el aire espirado por un individuo. El aparato para realizar esta prueba se llama cooxímetro, un monitor de alta precisión que mide la concentración de CO en ppm (partes por millón).